# Irura hamatapophysis
Irura hamatapophysis is een spinnensoort in de taxonomische indeling van de springspinnen (Salticidae).
Het dier behoort tot het geslacht Irura. De wetenschappelijke naam van de soort werd voor het eerst geldig gepubliceerd in 1991 door Peng & Chang-Min Yin.